# Thalassochernes
Genre
Thalassochernes est un genre de pseudoscorpions de la famille des Chernetidae.

## Distribution
Les espèces de ce genre sont endémiques de Nouvelle-Zélande.

## Liste des espèces
Selon Pseudoscorpions of the World (version 3.0) :
- Thalassochernes kermadecensis Beier, 1976
- Thalassochernes taierensis (With, 1907)

## Publication originale
- Beier, 1940 : Die Pseudoscorpionidenfauna der landfernen Inseln. Zoologische Jahrbücher, Abteilung für Systematik, Ökologie und Geographie der Tiere, vol. 74, p. 161-192.